# Савицкий, Мирослав
Мирослав Савицкий (пол. Mirosław Sawicki; 10 февраля 1946 года, Варшава, ПНР — 31 января 2016 года, Варшава, Польша) — польский учитель и деятель образования, министр национального образования в 2004—2005 годах.

## Биография
С 1954 года участвовал в харцерском движении в рамках Вальтеровской группы Яцека Куроня. В 1963 году начал учёбу на факультете физики Варшавского университета. Во время событий марта 1968 года, принимал участие в демонстрациях протеста против запрета спектакля «Дзяды» и против исключения из университета Адама Михника и Хенрика Шляйфера. В итоге ему было запрещено обучаться в ВУЗах. Запрет был снят только в 1970 году. В 1971 году получил диплом о высшем образовании белостокского филиала Варшавского университета. Степень магистра получил только в 1982 году.
В 1971—1990 годах работал учителем физики в варшавских лицеях, в том числе и в XLI общеобразовательном лицее имени Иоахима Лелевеля. Во второй половине 1970-х годов сотрудничал с Комитетом социальной самообороны. В 1980 году стал членом «Солидарности», где руководил группами просвещения. В 1989 году был руководителем «общественного комитета» в Варшаве-Средместье.
В 1990—1997 годах работал в Министерстве национального образования, где занимал должности руководителя департамента обязательного образования (до 1995 года), заместителя министра (в 1995—1997 годах). В 1998—2002 годах атташе по науке в посольстве Польши в Вашингтоне.
В 2002 году защитил докторскую диссертацию в Ягеллонском университете. В том же году выиграл конкурс на должность директора Центральной экзаменационной комиссии (ЦЭК).
2 марта 2004 году стал министром национального образования и спорта в правительстве Марека Бельки. С 1 сентября 2004 по 31 октября 2005 года — министр национального образования. Затем вернулся к руководству ЦЭК, до марта 2006 года. В 2008 году стал членом Совета национального образования при министре Катажине Халль. В 2008 году стал исполняющим обязанности директора ЦЭК, которым был до января 2009, став затем вице-директором.
Был женат на Пауле Савицкой.
В 2002 году был награждён кавалерским, а в 2008 году офицерским крестами ордена «Polonia Restituta».
Умер 31 января 2016 года. Похоронен на кладбище Воинские Повонзки.